# Eustegia filiformis
Eustegia filiformis là một loài thực vật có hoa trong họ La bố ma. Loài này được Carl Peter Thunberg mô tả khoa học đầu tiên năm 1794 dưới danh pháp Apocynum filiforme. Năm 1820 Josef August Schultes chuyển nó sang chi Eustegia.
Loài này phân bố trong tỉnh Cape, Nam Phi.